# وسطی

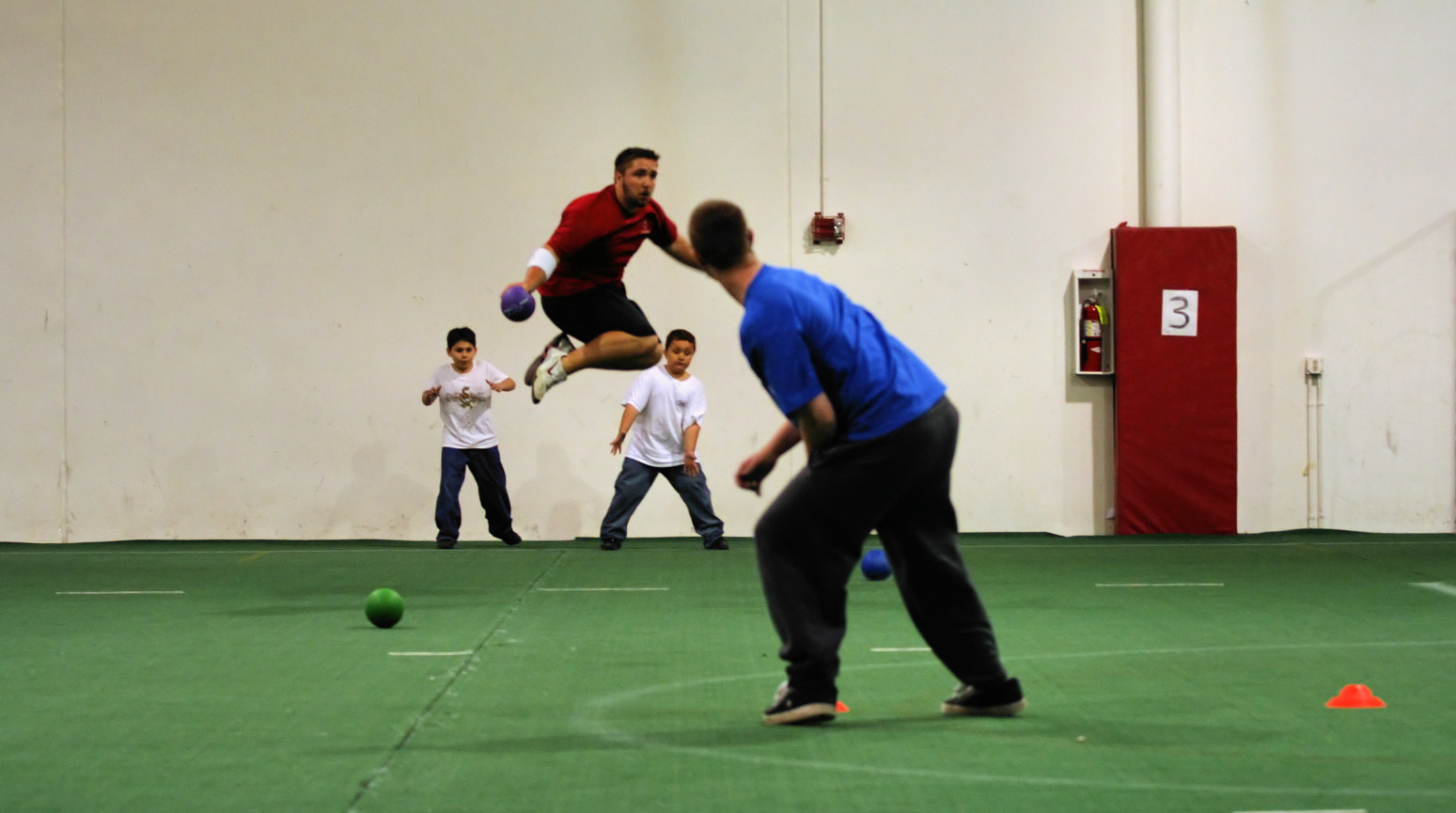
یک بازیکن در حال جاخالی دادن برای توپ

وَسَطی یا داژبال (انگلیسی: dodgeball) با نام به معنای وسط زدن، به هر بازی که در آن بازیکنان سعی کنند دیگر بازیکنان را با توپ بزنند و دیگر بازیکنان مانع از برخورد توپ به خودشان شوند، گفته می‌شود. انواع گوناگونی از این بازی وجود دارد؛ فهرست گونه‌های وسطی را ببینید.
به بازیکن وسط در اصطلاح عامه خرس وسط یا به اختصار خرس گفته می‌شود.
این بازی تقریباً عکس بازی دست‌رشته است که در آن بازیکنان وسط و میانه تلاش می‌کنند توپ را دریافت یا قطع کنند.

## شرح بازی
پس از تقسیم بازیکنان به دو گروه برابر، یکی از گروه‌ها به قید قرعه با شیر یا خط در میانهٔ محوطهٔ بازی قرار می‌گیرد و گروه دیگر، در دو قسمت، به طرفین عرضی محوطهٔ بازی می‌روند.
با پرتاب توپ به‌وسیلهٔ یکی از بازیکنان گروه کناری، بازی آغاز می‌شود. تلاش گروه کناری نشانه‌رفتن و زدن افراد گروه وسطی زمینهٔ سوختن و اخراج آنان را فراهم کند.
گروه میانی هم می‌کوشد تا با حرکات سریع مانع از اصابت توپ به خود شوند و اگر یار سوخته‌ای داشته‌باشند، با گرفتن توپ در هوا که در اصطلاح گُل (بُل نیز گفته می‌شود) گفته می‌شود (که یک امتیاز به‌شمار می‌رود)، او را به بازی برگردانند.
اکنون شاید به مرحله‌ای رسیده باشیم که فقط یک نفر از گروه میانی، در داخل میدان باقی‌مانده باشد که اگر تا ۱۰ شماره پرتاب نتوانند او را هدف‌گیری کرده و بزنند، همهٔ یاران سوختهٔ گروهش را احیا کرده، و همگی به میانهٔ میدان بازگشته و بازی ادامه خواهد یافت.

### مقررات بازی
به‌طور کلی بهتر است که ابعاد زمین بازی با سن‌وسال بازیکنان تناسب داشته باشد.
برخی مقررات بازی:
1. اگر تمامی بازیکنان میانی در محدودهٔ میدان باشند، هر توپ گرفته شده به عنوان یک امتیاز ذخیرهٔ ضداخراجی محسوب می‌شود و اخراجی و اخراج‌ها را به تأخیر می‌اندازد.
2. گرفتن توپ پس از برخورد با زمین موجب حذف بازیکن است.
3. معمولاً خطوطی برای دور محوطه بازی و برای کسانی که توپ را پرتاب می‌کنند در نظر گرفته می‌شود که اگر پرتاب‌کننده جلوتر از خط خود باشد و کسی را با توپ زده باشد پرتاب او قبول نمی‌شود و اگر بازیکنان میانی از خط محوطه خود خارج شوند از بازی اخراج می‌شوند تا وقتی گلی برایشان گرفته شود -کسی توپ را در هوا بگیرد و او را وارد بازی کند- یا تا وقتی که یک نفر بماند و ده پرتاب را پشت سر بگذارد. و اگر توپ به زمین بخورد بعد به فرد وسط بخورد حساب نیست.

## انواع دیگر بازی

### وسطی دایره‌ای
در یک گونه دیگر از این بازی که به «وسطی دایره‌ای» موسوم است با این تفاوت که زمین بازی به شکل دایره‌است که بازیکنان وسطی در داخل آن و گروه کناری در روی محیط آن با فاصله‌های مساوی قرار می‌گیرند.
با شروع بازی مربی یا معلم ورزش با ساعت وقت گرفته و بازیکنان کناره نفرات گروه وسطی را نشانه می‌گیرند تا اینکه همه از زمین بازی اخراج شوند. در دور بعدی جای دو گروه عوض می‌شود و باز با شروع بازی مربی یا معلم ورزش با ساعت وقت می‌گیرد. برنده گروهی است که در مدت زمان کوتاهی، بازیکنان گروه وسطی را زده و بازی را زودتر تمام کرده باشند.